# Phoebetria
A Phoebetria a madarak (Aves) osztályának viharmadár-alakúak (Procellariiformes) rendjébe, ezen belül az albatroszfélék (Diomedeidae) családjába tartozó nem.

## Tudnivalók
Az albatroszfélék családján belül a Phoebetria-fajok a legkisebb méretűek. Talán emiatt az elmúlt 150 évben, az ornitológusok úgy vélték, hogy ezek a madarak az albatroszfélék ősibb alakjai; és hogy közelebbi rokonságban állnak a többi viharmadárral, semmint az igazi albatroszokkal. Azonban az új mitokondriális DNS-vizsgálatoknak köszönhetően bebizonyosodott, hogy a Phoebetria-fajok a náluk nagyobb méretű Thalassarche-fajokkal állnak a legközelebbi rokonságban.

## Rendszerezés
A nembe az alábbi 2 faj tartozik:
- füstös albatrosz (Phoebetria fusca) (Hilsenberg, 1822)[3][4]
- kormos albatrosz (Phoebetria palpebrata) (Forster, 1785)[3][5]

### Fordítás
- Ez a szócikk részben vagy egészben  a   Phoebetria című angol Wikipédia-szócikk ezen változatának fordításán alapul.  Az eredeti cikk szerkesztőit annak laptörténete sorolja fel. Ez a jelzés csupán a megfogalmazás eredetét és a szerzői jogokat jelzi, nem szolgál a cikkben szereplő információk forrásmegjelöléseként.